# Nesophontes zamicrus
Nesophontes zamicrus är en utdöd däggdjursart som beskrevs av Miller 1929. Nesophontes zamicrus ingår i släktet Nesophontes och familjen Nesophontidae. IUCN kategoriserar arten globalt som utdöd. Inga underarter finns listade i Catalogue of Life.
Arten är bara känd från kvarlevor som hittades i ugglornas spybollar på Haiti. Spybollarna upptäcktes i en grotta. Nesophontes zamicrus hade främst insekter som föda. På grund av olika undersökningar antas att den dog ut efter européernas ankomst i Västindien. Troligen klarade den inte konkurrensen från introducerade möss och råttor.